# ۶۱۱ (خورشیدی)
۶۱۱ ششصد و یازدهمین سال هجری خورشیدی است.